# Биркле, Александр

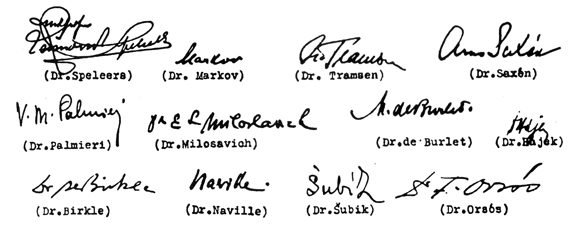
Подпись врача Биркле под заключительным протоколом Международной Комиссии по Катыни, 1943 г.

Александр Биркле (рум. Alexandru Birkle) (1896—1986) — румынский доктор медицины, один из врачей Международной Комиссии, собранной немецкими властями в 1943 году, которая проводила в Катыни эксгумацию убитых польских офицеров.

## Биография
Александр Биркле происходил из семьи польских эмигрантов. В возрасте 15 лет переехал в Австро-Венгрию. По повторном замужестве своей матери, эмигрировал в Румынию, где окончил престижный лицей имени Георгия Лазаря в Бухаресте. В 1916 г., во время Первой мировой войны, ушёл добровольцем в румынскую армию. Во время боев попал в плен. По окончании войны, в 1919—1925 годах, изучал медицину на медицинском факультете Университета в Бухаресте. Вступил в брак с врачом Олимпией Манеску, своей коллегой по учёбе. По окончании учёбы работал в больнице в Гэешти, а с 1936 г. занимался судебной медициной работая в Брашове. Впоследствии стал преподавателем в Институте судебной медицины в Бухаресте. В 1942 году был отправлен на фронт.
В мае 1942 г. (по другим источникам, в 1943 г.) принимал участие в работе комиссии по расследованию массовых захоронений у с. Татарка (ныне Прилиманское) под Одессой, которые были определены как жертвы НКВД. От местных медиков в работе комиссии принимали участие патологоанатомы К. Шапочкин и И. Фидловский. Отчёт комиссии был представлен в 1943 г., всего было установлено более 500 жертв.
В 1943 году — в составе Международной Комиссии по Катыни, занимался вскрытием трупов убитых офицеров Войска Польского. Был одним из 12 подписантов заключительного протокола засвидетельствовавшего, что убийство в Катыни было совершено весной 1940 года.
Впоследствии участвовал в организованных немцами расследованиях массовых захоронений в Виннице.
После занятия Румынии советской армией, 22 ноября 1944 года, его попытались арестовать, но Биркле удалось ускользнуть из дома. В течение следующих двух лет он жил в укрытии. Его семья оказалась под домашним арестом. Дочь Биркле, Родика, студентка медицины, которая помогала отцу в написании его катынского доклада, сообщила в посольства США и Великобритании о судьбе семьи. Однако ни американцы, ни англичане не вмешивались и не проявили заинтересованности его докладом. В 1946 году Биркле был заочно приговорён коммунистическим судом на 20 лет тюремного заключения, а его дом был конфискован. Дочь и супруга доктора были арестованы. Он сам раздобыл фальшивый заграничный паспорт и уехал в Швейцарию, а затем во Францию. Оттуда отправился в Аргентину, потом в Перу, и наконец в США, где работал психиатром. В 1952 году в связи с вызовом доктора Биркле для дачи показаний перед Комиссией Конгресса США по катынскому делу, жена и дочь Биркле были вторично арестованы и приговорены к 5 годам тюремного заключения. Обе были реабилитированы в 1992 году.
Д-р Биркле умер в Нью-Йорке в 1986 году в возрасте 90 лет от пневмонии.